# Петропілля (Ростовська область)
Петропі́лля (рос. Петрополье) — хутір у Матвієво-Курганському районі Ростовської області Росії. Входить до складу Великокірсановського сільського поселення.

## Географія
Географічні координати: 47°42' пн. ш. 38°54' сх. д. Часовий пояс — UTC+4.
Відстань до районного центру, селища Матвієв Курган, становить 17 км. Поблизу хутора протікає річка Міус.

### Урбаноніми
- вулиці — Березова, Міуська, Пудовкіна;
- провулки — Гвардійський[2].

## Населення
За даними перепису населення 2010 року на території хутора проживало 189 осіб. Частка чоловіків у населенні складала 50,3% або 95 осіб, жінок — 49,7% або 94 особи.

## Відомі люди
- Пудовкін Павло Григорович (1904–1943) — Герой Радянського Союзу.